# Roy Head
Roy Head, född Roy Kent Head 9 januari 1941 i Three Rivers, Live Oak County, Texas, död 21 september 2020 i Montgomery County, Texas, var en amerikansk sångare och låtskrivare. 
Head var från 1950-talets slut medlem i musikgruppen The Traits. De gav ut flera singlar med fick inget riktigt genombrott förrän 1965 då de gav ut låten "Treat Her Right". Låten nådde andraplatsen på Billboard Hot 100-listan. De fick samma år också mindre hits med låtarna "Just a Little Bit" och "Apple of My Eye". Head inledde 1967 en solokarriär som till en början inte blev så framgångsrik. Heads tidiga musik hade varit mer inriktad på rock och R'n'B. Under 1970-talet hade han istället ganska stor framgång som countrysångare. Head har varit fortsatt verksam som musiker in på 2000-talet och även återbildat The Traits vid några tillfällen.